# Doin' It (LL Cool J)
Doin' It is een nummer van de Amerikaanse rapper LL Cool J uit 1996. Het is de tweede single van zijn zesde studioalbum Mr. Smith.
Het nummer, dat gaat over seksuele verlangens, is gebaseerd op een sample uit "My Jamaican Guy" van Grace Jones, vandaar dat ook LeShaun op het nummer te horen is. LeShaun bracht in 1988 namelijk een nummer uit waarin dezelfde sample gebruikt werd. LL Cool J heeft in meerdere interviews aangegeven dat "Doin' It" in de eerste instantie bedoeld was voor The Notorious B.I.G.. Het nummer werd vooral in Amerika en Nederland een grote hit; in zowel de Amerikaanse Billboard Hot 100 als de Nederlandse Top 40 bereikte het de 9e positie.